# Fredy Schmidtke
Fredy Schmidtke (Colonia, 1 de julio de 1961–Dormagen, 1 de diciembre de 2017) fue un deportista alemán que compitió para la RFA en ciclismo en la modalidad de pista, especialista en las pruebas de contrarreloj y tándem.
Participó en los Juegos Olímpicos de Los Ángeles 1984, obteniendo la medalla de oro en la prueba del kilómetro contrarreloj y el octavo lugar en velocidad individual.
Ganó cinco medallas en el Campeonato Mundial de Ciclismo en Pista entre los años 1981 y 1983.

## Medallero internacional
| Juegos Olímpicos   | Juegos Olímpicos             | Juegos Olímpicos  | Juegos Olímpicos      |
| Año                | Lugar                        | Medalla           | Competición           |
| ------------------ | ---------------------------- | ----------------- | --------------------- |
| 1984               | Los Ángeles (Estados Unidos) | Medalla de oro    | 1 km contrarreloj     |
| Campeonato Mundial |                              |                   |                       |
| Año                | Lugar                        | Medalla           | Competición           |
| 1981               | Brno (Checoslovaquia)        | Medalla de plata  | 1 km contrarreloj (A) |
| 1981               | Brno (Checoslovaquia)        | Medalla de plata  | Tándem (A)            |
| 1982               | Leicester (Reino Unido)      | Medalla de oro    | 1 km contrarreloj (A) |
| 1982               | Leicester (Reino Unido)      | Medalla de plata  | Tándem (A)            |
| 1983               | Zúrich (Suiza)               | Medalla de bronce | Tándem (A)            |